# إيرل إسحاق
إيرل إسحاق (بالإنجليزية: Earl Isaac)‏ هو مبرمج أمريكي، ولد في 7 أغسطس 1921، وتوفي في 12 ديسمبر 1983.